# Emmett J. Scanlan
Emmett John Scanlan (Dublin, 31 januari 1979) is een Ierse acteur. Hij is vooral bekend in het Verenigd Koninkrijk door zijn rol als  Brendan Brady in Britse soap Hollyoaks .
Hij verscheen in het BBC Two-drama The Fall in 2013 en 2014 als D.C. Glenn Martin. In 2019 vertolkte hij de rol van Billy Grade in het vijfde seizoen van Peaky Blinders en speelde hij mee in de Brits-Ierse serie The Deceived . In maart 2025 vertolkte hij een van de hoofdrollen in de bioscoopfilm A Working Man.
In 2015 is hij getrouwd met de Britse actrice Claire Cooper. Ze hebben samen een zoon. Hij heeft ook een dochter uit een vorige relatie.